# 吉田利一
吉田 利一（よしだ としかず、1987年4月27日 - ）は、奈良県大和郡山市出身の元プロ野球選手（外野手、捕手）。

## 経歴・人物
小学1年生から野球を始めた。当時は、投手兼捕手を経験。中学生時代に所属した郡山シニアでは、後に読売ジャイアンツへ入団した辻内崇伸とチームメイトになった。
奈良県立大和広陵高等学校への進学後は、2年生の夏から正捕手として起用。3年生の夏には「4番・捕手」として全国高等学校野球選手権大会の奈良大会で決勝まで進んだが、天理高校に2-7で敗れた。
奈良産業大学への進学後は、近畿学生野球連盟に加盟する硬式野球部で、桑原謙太朗や蕭一傑らとバッテリーを組んだ。リーグ戦の通算成績は、66試合の出場で、226打数61安打、打率.270、2本塁打、46打点。また、最優秀選手・ベストナインに1回ずつ選ばれている。
2009年のプロ野球ドラフト会議で、中日ドラゴンズから8位指名を受けて入団。
2012年までは捕手だった。
2013年3月5日に登録を外野手へ変更した。しかし、一軍公式戦への出場機会がないまま、10月2日に球団から戦力外を通告された。この年には、辻内も巨人からの戦力外通告を機に現役を退いている。
ウエスタン・リーグ公式戦での現役通算成績は、168試合の出場で、打率.237、1本塁打、18打点、3盗塁。
2014年からは、中日のブルペン捕手に転身する。
2015年はブルペン捕手に加え二軍用具担当補佐と打撃投手も務めた。
2016年からは用具担当補佐は外れ、ブルペン捕手と屋内打撃投手の兼務になっている。

## 詳細成績

### 年度別打撃成績
- 一軍公式戦出場なし

### 背番号
- 57 （2010年 - 2013年）
- 106 （2014年 - 2022年）